# 旧善通寺偕行社
旧善通寺偕行社（きゅうぜんつうじかいこうしゃ）は、香川県善通寺市文京町二丁目1番1号にある歴史的建造物。
戦前に陸軍将校の親睦及び学術研究を目的として創立された旧偕行社が、全国に社交場として建設した会館の一つである。1903年（明治36年）5月10日、旧大日本帝国陸軍第11師団の陸軍将校の集会所・社交場として、当時の仲多度郡善通寺町に建設された。2001年（平成13年）6月15日、国の重要文化財に指定された。

## 歴史
- 1903年（明治36年）5月10日 - 竣工。
- 1903年（明治36年）10月13日 - 皇太子嘉仁親王（後の大正天皇）が香川県行啓の休憩所とする。
- 1904年（明治37年） - 日露戦争激化に伴い、偕行社本館を病室として転用される。
- 1905年（明治38年） - 土屋中将が日露戦争の戦傷療養に利用される。
- 1922年（大正11年） - 陸軍軍事大演習参観のために皇太子裕仁親王（後の昭和天皇）が宿泊。
- 1945年（昭和20年）2月 - 進駐軍によってアメリカ兵やオーストラリア兵の社交場となる。
- 1947年（昭和22年）3月10日 - 仲多度郡善通寺町に住宅地として払い下げられる。結果的に住宅としては利用されなかった。
- 1947年（昭和22年）5月 - 善通寺区検察局として利用開始。
- 1949年（昭和24年） - 香川県食料事務所仲多度支所として利用開始。
- 1950年（昭和25年） - 自衛隊クラブ・ドリームランドとして利用開始。
- 1954年（昭和29年） - 善通寺市役所として利用開始。
- 1969年（昭和44年） - 善通寺公民館として利用開始。
- 1980年（昭和55年） - 善通寺市立郷土館として利用開始。
- 2001年（平成13年）6月15日 - 国の重要文化財に指定される。
- 2001年（平成13年）12月 - 「旧善通寺偕行社調査整備委員会」（後の「旧善通寺偕行社整備検討委員会」）発足。
- 2004年（平成16年）〜2007年（平成19年） - 保存修理工事を実施。
- 2008年（平成20年）4月26日 - 一般公開を開始。

## 建築

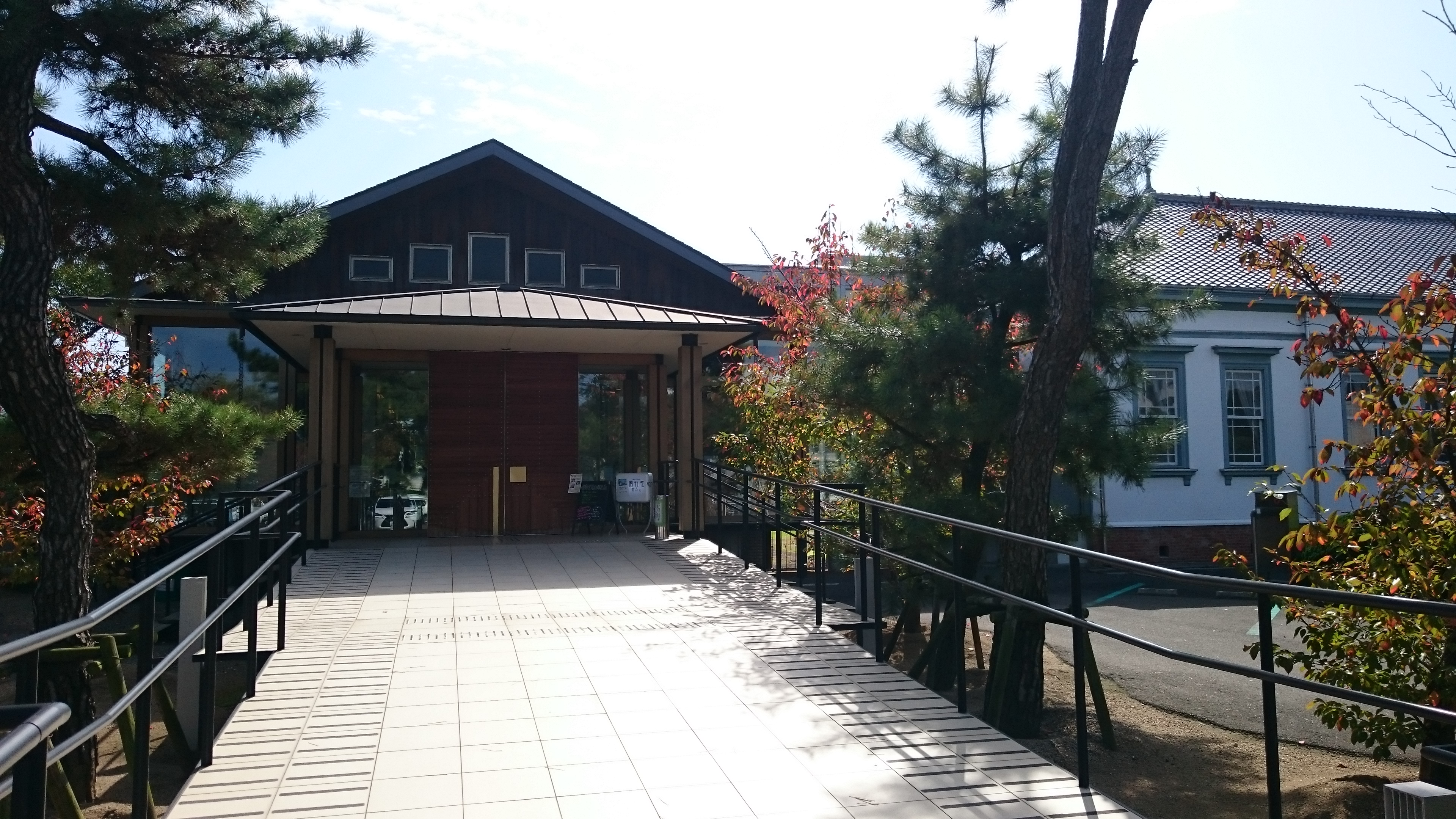
カフェ入口付近

東西に長い木造平屋。主体部は桁行41.8m、梁間12.7mの規模で、その北面中央を幅14.5mにわたって前面に4.5mほど突出させ、その中央に玄関ポーチを設けている。南面には幅1.4mのベランダがあり、大広間から直接南側庭園に出ることができるため、建物と庭園を一体化して使用できるようになっている。外観意匠は、ルネサンス様式で、正面中央にドリス式角柱と三角ペディメントによる車寄せポーチを構えている。
戦後は進駐軍の社交場として利用された後、検察局や市役所などの公共施設として主に利用された。2001年（平成13年）国の重要文化財に指定された後、旧善通寺偕行社整備検討委員会の指揮の下、保存修理工事が実施され創建当時の状態を基本に復元された。また、本館東側に附属棟も建設することで、偕行社本来の用途である社交場として使用する際の利便性を高めている。現在は、附属棟内のカフェ（偕行社かふぇ）が利用できる他、本館の大広間や会議室を借りて、各種団体の会合、コンサート、展示会、また結婚式や披露宴にも利用できるようになっており、重要文化財でありながら地域の社交場として活用されている。

## 建築概要
- 設計 - 木村宗八（旧与北村の大工棟梁）
- 竣工 - 1903年（明治36年）5月10日
- 構造・規模 - 木造、建築面積678.4m2、桟瓦葺、正面玄関ポーチ付

## 交通アクセス
- JR四国 土讃線 善通寺駅から徒歩約5分
- 三豊市コミュニティバス 三野線 善通寺市役所前停留所から徒歩約1分
- 乗り合い送迎サービス「チョイソコぜんつうじ」  善通寺市役所前停留所から徒歩約1分（会員登録済の善通寺市民のみ利用可）
- 高松自動車道 善通寺ICから南西へ約2.5km
- 駐車場あり